# 貝爾冰川
貝爾冰川（英語：Bell Glacier）是南極洲的冰川，位於威爾克斯地，最終在布萊爾冰川以東注入莫里灣，由美國海軍拍攝空中照片繪入地圖，現時由南極條約體系管理。